# Tegenaria carensis
Tegenaria carensis är en spindelart som beskrevs av Jose Antonio Barrientos 1981. Tegenaria carensis ingår i släktet husspindlar, och familjen trattspindlar.
Artens utbredningsområde är Spanien. Inga underarter finns listade i Catalogue of Life.